# Nochoud Darre
Nochoud Darre – wieś w Iranie, w ostanie Azerbejdżan Zachodni, w szahrestanie Takab. W 2006 roku liczyła 103 mieszkańców.